# Estela discoïdal
Una estela discoïdal és un monument funerari que es pot trobar en algunes zones d'Europa Occidental, de Rússia, de Barbaria i de l'Orient Mitjà (Síria i l'antiga Armènia). És típic dels fossars medievals de les comarques del Matarranya i Ports de Morella és abundant als fossars del País Basc del Nord, on es coneixen amb el nom de hilarri.

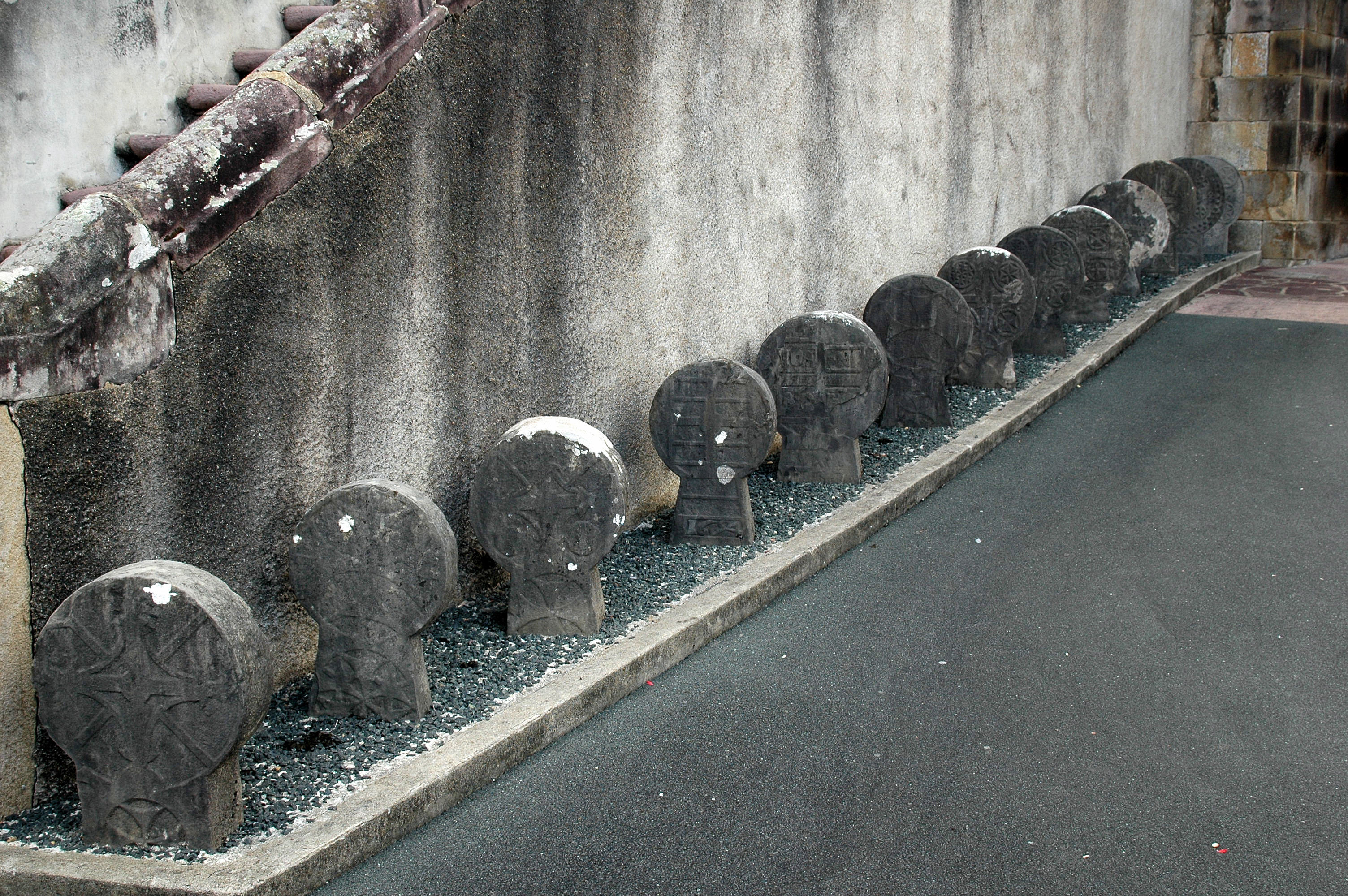
Esteles discoïdals a Luhuso.

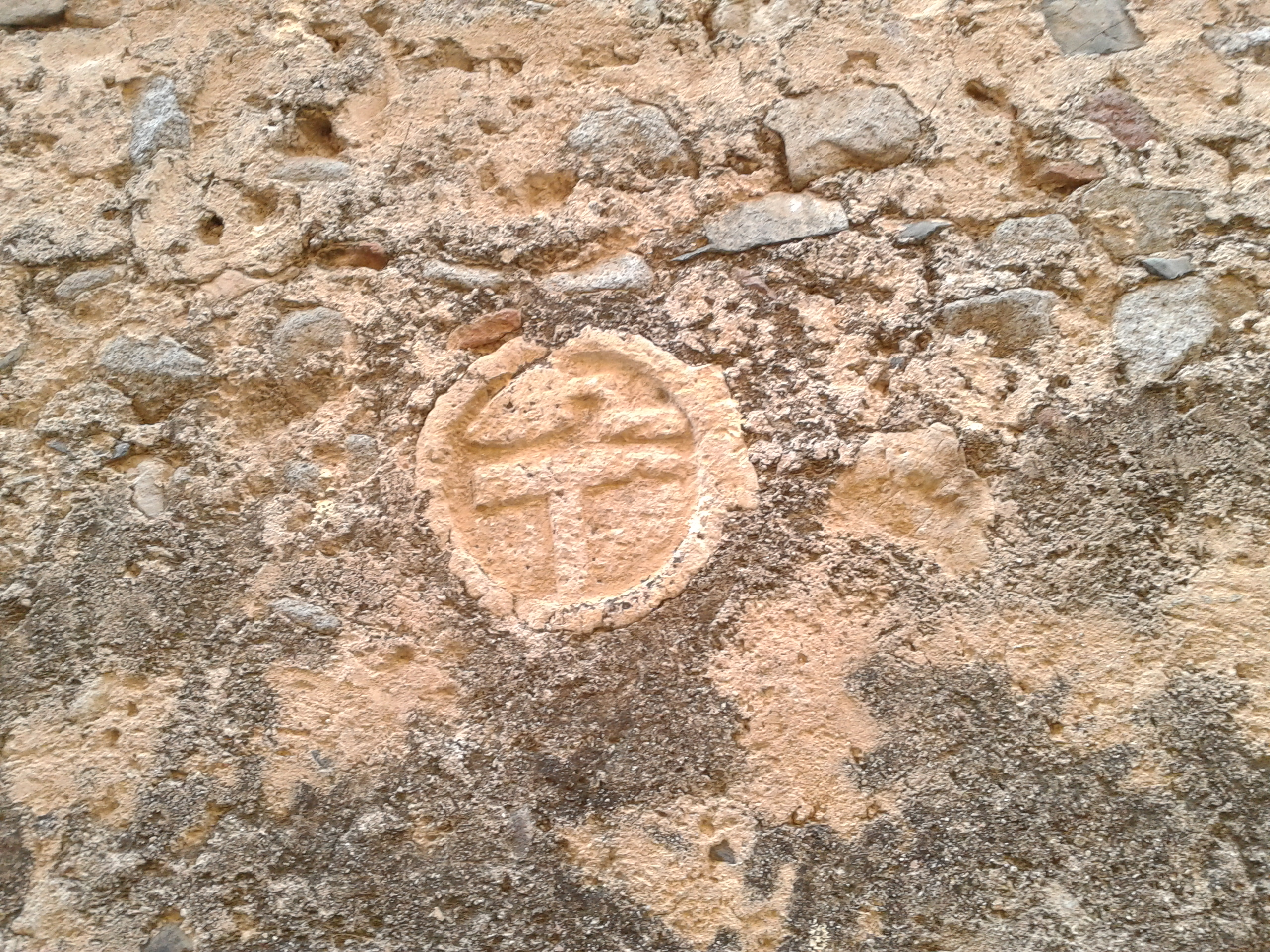
Estela discoidal a l'Aleixar.

Aquestes esteles funeràries tenen forma de disc encarat cap al sol, a sobre d'un suport trapezoïdal. S'hi gravaven símbols pagans solars com ara rosetes hexapètales i flors de la vida, i també símbols cristians. A les esteles del País Basc del Nord és típica la presència de lauburus.
La tradició de fer esteles discoïdals és antiga i ja a l'edat del bronze en trobem exemples al sud-oest de la península Ibèrica (esteles del sud-oest). L'estela de Luna (situada a Luna, municipi de l'Aragó) és un cas anòmal perquè té les característiques de les esteles del sud-oest però s'ha trobat al nord-est de la península.
A Catalunya en trobem a l'Aleixar, adossades a la paret de l'església de Sant Martí i a Siurana, davant de l'església.